# 866

## Nașteri
- dată necunoscută: Carloman al II-lea, rege al francilor între 879 și 884 (d. 884)
- 19 septembrie: Leon VI Filosoful, împărat bizantin din 886 (n. 912)

## Decese
- 27 mai: Ordono I de Asturia regele Austriei (n. 821)
- 11 martie: Liudolf de Saxonia  (n. 805)